# Johannes Carlström
Johannes Petri Carlström, född 1688 i Bälaryds församling i Jönköpings län, död 9 augusti 1748 i Lofta församling i Kalmar län, var en svensk präst.

## Biografi
Johannes Carlström föddes 1688 i Bälaryds socken och döptes 30 september samma år. Han var son till bonden Per Erlandsson i Karstorp och Elsa Johansdotter. Carlström blev 1710 student vid Lunds universitet och avlade 1721 filosofie kandidatexamen. Han prästvigdes 1719 och blev 1723 pastorsadjunkt i Tjällmo församling. Carlström blev 1728 kyrkoherde i Östra Hargs församling och 1738 kyrkoherde i Lofta församling. Han utnämndes 1745 till prost och blev 1747 kontraktsprost i Norra Tjusts kontrakt. Carlström avled 1748 i Lofta socken.

### Familj
Carlström gifte sig första gången 24 juni 1723 med Anna Margareta Sevenius (1702–1742), dotter till kyrkoherden Samuel Sevenius i Tjällmo församling och Beata Margareta Bohlius. De fick tillsammans barnen hovrättskommissarien Carl Jacob Carlström (1724–1797), Samuel Carlström (1725–1726), Petrus Carlström (1726–1726), Johan Magnus Carlström (1727–1729), Beata Margareta Carlström (född 1729), Johan Peter Carlström (1731–1743), Anna Christina Carlström (1732–1748), Samuel Carlström (1734–1736), Elsa Carlström (född 1737), Elsa Carlström (1738–1739), Agnes Beata Carlström (1740–1822), som var gift med sekreteraren Axel Ekerman, och Samuel Isak Carlström (född 1741).
Carlström gifte sig andra gången 3 november 1743 med Anna Catharina Rydelius, dotter till kyrkoherden Jonas Rydelius i Veta församling och Anna Lysing. De fick tillsammans barnen hovpredikanten Anders Gabriel Carlström i Stockholm, kyrkoherden Jonas Fredric Carlström i Gistads församling och Anna Magdalena Carlström som var gift med kyrkoherden Jacob Israel Köhler i Vadstena församling.